# Morpho pulverosa
Morpho pulverosa är en fjärilsart som beskrevs av Le Cerf 1925. Morpho pulverosa ingår i släktet Morpho och familjen praktfjärilar. Inga underarter finns listade i Catalogue of Life.